# 主任醫師
主任医师是指在医院或其他机构担任高级管理职位的医师。在许多机构中，它是最高级医师的头衔。主任医师一般也要參與病人問診服務，不過他們往往是其他医师的上级。 